# Tomás Santidrián
Mons. Tomás A. Santidrián (23 de marzo de 1929 - 1 de diciembre de 2013)  fue un religioso argentino
De 1978 a 1987 fue párroco de la Parroquia San Antonio de Padua (Barrio Belgrano). Y de 1990 a 2011, párroco y capellán en el colegio San Patricio de Rosario.
Fue fundador y director de los "Hogares de Protección al Menor Hoprome". Fue Delegado episcopal sobre minoridad.
Perteneció al Movimiento de Sacerdotes para el Tercer Mundo,, durante su rectorado del Seminario de Capitán Bermúdez, renunció en diciembre de 1966.

## Citas
Un día leí en el frontispicio de la cárcel de Coronda: “Aquí entra el hombre, el delito queda afuera”. Ahora habría que escribir en algunos institutos: “Aquí entra el delito, el niño queda afuera”.

## Vida privada
Uno de los diez hijos de una familia de clase media que formaron don Tomás y doña Catalina. Tiene un sobrino, también llamado Tomás, que al igual suyo, también es sacerdote y actualmente es párroco de la Parroquia San Antonio de Padua (Barrio Belgrano) de Rosario.

## Honores
- Mayor Notable Argentino